# Brésil aux Jeux olympiques d'été de 2020
Le Brésil participe aux Jeux olympiques de 2020 à Tokyo au Japon. Il s'agit de sa 23e participation à des Jeux d'été.

## Médaillés
| Sport                  | Discipline                 | Athlète(s) | Performance                         | Date       |
| ---------------------- | -------------------------- | --- | ----------------------------------- | ---------- |
| Surf                   | Épreuve masculine          | Ítalo Ferreira | 15,14 points                        | 27 juillet |
| Gymnastique artistique | Saut de cheval féminin     | Rebeca Andrade | 15,083 points                       | 1er août   |
| Voile                  | 49er FX féminin            | Martine Grael Kahena Kunze | 76 points                           | 3 août     |
| Natation               | 10 km en eau libre féminin | Ana Marcela Cunha | 1 h 59 min 30 s 8                   | 4 août     |
| Canoë-kayak            | C1 1 000 mètres hommes     | Isaquias Queiroz | 4 min 4 s 408                       | 7 août     |
| Boxe                   | Moyens hommes (-75 kg)     | Hebert Conceição | Oleksandr Khyzhniak Victoire par KO | 7 août     |
| Football               | Tournoi masculin           | Santos Dani Alves Nino Diego Carlos Guilherme Arana Douglas Luiz Bruno Guimarães Claudinho Antony Matheus Cunha Richarlison Brenno Bruno Fuchs Ricardo Graça Abner Gabriel Menino Matheus Henrique Reinier Malcom Paulinho Gabriel Martinelli Lucão | Espagne Victoire 2-1 a. p.          | 7 août     |

| Sport                  | Discipline               | Athlète(s) | Performance                   | Date       |
| ---------------------- | ------------------------ | --- | ----------------------------- | ---------- |
| Skateboard             | Street masculin          | Kelvin Hoefler | 36,15 points                  | 25 juillet |
| Skateboard             | Street féminin           | Rayssa Leal | 14,64 points                  | 26 juillet |
| Skateboard             | Park masculin            | Pedro Barros | 86,14 points                  | 5 août     |
| Gymnastique artistique | Concours général féminin | Rebeca Andrade | 57,298 points                 | 29 juillet |
| Boxe                   | Légers femmes (-60 kg)   | Beatriz Ferreira | Kellie Harrington Défaite 0-5 | 8 août     |
| Volley-ball            | Tournoi féminin          | Carol Gattaz Rosamaria Montibeller Macris Carneiro Roberta Ratzke Gabriela Guimarães Natália Pereira Ana Carolina da Silva Fernanda Garay Ana Cristina de Souza Camila Brait Ana Beatriz Corrêa Tandara Caixeta | États-Unis Défaite 0-3        | 8 août     |

| Sport      | Discipline                | Athlète(s)                  | Performance                                                  | Date       |
| ---------- | ------------------------- | --------------------------- | ------------------------------------------------------------ | ---------- |
| Judo       | Moins de 66 kg hommes     | Daniel Cargnin              | Baruch Shmailov Victoire 01-00                               | 25 juillet |
| Judo       | Moins de 78 kg femmes     | Mayra Aguiar                | Yoon Hyun-ji Victoire 10-00                                  | 29 juillet |
| Natation   | 200 m nage libre masculin | Fernando Scheffer           | 1 min 44 s 66 SAR                                            | 27 juillet |
| Natation   | 50 m nage libre masculin  | Bruno Fratus                | 21 s 57                                                      | 1er août   |
| Tennis     | Double dames              | Laura Pigossi Luisa Stefani | Elena Vesnina / Veronika Kudermetova Victoire 4-6, 6-4, 11-9 | 31 juillet |
| Athlétisme | Saut à la perche masculin | Thiago Braz da Silva        | 5,87 m                                                       | 3 août     |
| Athlétisme | 400 m haies masculin      | Alison dos Santos           | 46 min 72 s SAR                                              | 3 août     |
| Boxe       | Lourds hommes (-91 kg)    | Abner Teixeira              | Julio César de la Cruz Défaite 1-4                           | 3 août     |

| Sport       |   |   |   | Total |
| ----------- | - | - | - | ----- |
| Athlétisme  | 0 | 0 | 2 | 2     |
| Boxe        | 1 | 1 | 1 | 3     |
| Canoë-kayak | 1 | 0 | 0 | 1     |
| Football    | 1 | 0 | 0 | 1     |
| Gymnastique | 1 | 1 | 0 | 2     |
| Judo        | 0 | 0 | 2 | 2     |
| Natation    | 1 | 0 | 2 | 3     |
| Skateboard  | 0 | 3 | 0 | 3     |
| Surf        | 1 | 0 | 0 | 1     |
| Tennis      | 0 | 0 | 1 | 1     |
| Voile       | 1 | 0 | 0 | 1     |
| Volley-ball | 0 | 1 | 0 | 1     |
| Total       | 7 | 6 | 8 | 21    |

| Jour       |   |   |   | Total |
| ---------- | - | - | - | ----- |
| 25 juillet | 0 | 1 | 1 | 2     |
| 26 juillet | 0 | 1 | 0 | 1     |
| 27 juillet | 1 | 0 | 1 | 2     |
| 29 juillet | 0 | 1 | 1 | 2     |
| 31 juillet | 0 | 0 | 1 | 1     |
| 1er août   | 1 | 0 | 1 | 2     |
| 3 août     | 1 | 0 | 3 | 4     |
| 4 août     | 1 | 0 | 0 | 1     |
| 5 août     | 0 | 1 | 0 | 1     |
| 7 août     | 3 | 0 | 0 | 3     |
| 8 août     | 0 | 2 | 0 | 2     |
| Total      | 7 | 6 | 8 | 21    |

| Sexe   |   |   |   | Total |
| ------ | - | - | - | ----- |
| Femmes | 3 | 4 | 2 | 9     |
| Hommes | 4 | 2 | 6 | 12    |
| Total  | 7 | 6 | 8 | 21    |

## Athlètes engagés
| Sport              | Hommes | Femmes | Total |
| ------------------ | ------ | ------ | ----- |
| Athlétisme         | 33     | 20     | 53    |
| Aviron             | 1      | 0      | 1     |
| Badminton          | 1      | 1      | 2     |
| Boxe               | 4      | 3      | 7     |
| Canoë-kayak        | 4      | 1      | 5     |
| Cyclisme           | 3      | 2      | 5     |
| Équitation         | 7      | 0      | 7     |
| Escrime            | 1      | 1      | 2     |
| Football           | 22     | 22     | 44    |
| Gymnastique        | 5      | 7      | 12    |
| Haltérophilie      | 0      | 2      | 2     |
| Handball           | 14     | 15     | 29    |
| Judo               | 7      | 6      | 13    |
| Lutte              | 1      | 2      | 3     |
| Natation           | 16     | 11     | 27    |
| Pentathlon moderne | 0      | 1      | 1     |
| Plongeon           | 2      | 2      | 4     |
| Rugby à sept       | 0      | 13     | 13    |
| Skateboard         | 6      | 6      | 12    |
| Surf               | 2      | 2      | 4     |
| Taekwondo          | 2      | 1      | 3     |
| Tennis             | 4      | 2      | 6     |
| Tennis de table    | 3      | 3      | 6     |
| Tir                | 1      | 0      | 1     |
| Tir à l'arc        | 1      | 1      | 2     |
| Triathlon          | 1      | 2      | 3     |
| Voile              | 7      | 6      | 13    |
| Volley-ball        | 16     | 16     | 32    |
| Total              | 165    | 147    | 312   |

## Résultats

### Athlétisme
| Athlète | Épreuve                   | 1er tour         | 1er tour    | Demi-finale | Demi-finale | Finale          | Finale                              |
| Athlète | Épreuve                   | Temps            | Rang        | Temps       | Rang        | Temps           | Rang                                |
| --- | ------------------------- | ---------------- | ----------- | ----------- | ----------- | --------------- | ----------------------------------- |
| Paulo André Camilo de Oliveira                                                                                       | 100 m masculin            | 10 s 17          | 3e          | 10 s 31     | 8e          | Éliminé         | Éliminé                             |
| Rodrigo do Nascimento                                                                                                | 100 m masculin            | 10 s 24          | 6e          | Éliminé     | Éliminé     | Éliminé         | Éliminé                             |
| Felipe dos Santos | 100 m masculin            | 10 s 26          | 5e          | Éliminé     | Éliminé     | Éliminé         | Éliminé                             |
| Aldemir da Silva Júnior                                                                                              | 200 m masculin            | 20 s 84          | 6e          | Éliminé     | Éliminé     | Éliminé         | Éliminé                             |
| Jorge Vides | 200 m masculin            | 20 s 94          | 4e          | Éliminé     | Éliminé     | Éliminé         | Éliminé                             |
| Lucas Vilar | 200 m masculin            | 21 s 31          | 6e          | Éliminé     | Éliminé     | Éliminé         | Éliminé                             |
| Lucas Carvalho | 400 m masculin            | 46 s 12          | 4e          | Éliminé     | Éliminé     | Éliminé         | Éliminé                             |
| Thiago André | 800 m masculin            | 1 min 47 s 75    | 8e          | Éliminé     | Éliminé     | Éliminé         | Éliminé                             |
| Thiago André | 1 500 m masculin          | 3 min 47 s 71    | 13e         | Éliminé     | Éliminé     | Éliminé         | Éliminé                             |
| Gabriel Constantino                                                                                                  | 110 m haies               | 13 s 55          | 5e          | 13 s 89     | 8e          | Éliminé         | Éliminé                             |
| Eduardo de Deus | 110 m haies               | 13 s 78          | 8e          | Éliminé     | Éliminé     | Éliminé         | Éliminé                             |
| Rafael Henrique Pereira                                                                                              | 110 m haies               | 13 s 46          | 3e          | 13 s 62     | 6e          | Éliminé         | Éliminé                             |
| Alison dos Santos | 400 m haies masculin      | 48 s 42          | 2e          | 47 s 31 SAR | 1re         | 46 s 72 SAR     | Médaille de bronze, Jeux olympiques |
| Márcio Teles | 400 m haies masculin      | 49 s 70          | 6e          | Éliminé     | Éliminé     | Éliminé         | Éliminé                             |
| Altobeli da Silva | 3 000 m steeple masculin  | 8 min 29 s 17    | 9e          | Non disputé | Non disputé | Éliminé         | Éliminé                             |
| Daniel Chaves da Silva                                                                                               | Marathon masculin         | Non disputé      | Non disputé | Non disputé | Non disputé | Abandon         | Abandon                             |
| Daniel Ferreira do Nascimento                                                                                        | Marathon masculin         | Non disputé      | Non disputé | Non disputé | Non disputé | Abandon         | Abandon                             |
| Paulo Roberto Paula                                                                                                  | Marathon masculin         | Non disputé      | Non disputé | Non disputé | Non disputé | 2 h 26 min 8 s  | 69e                                 |
| Caio Bonfim | 20 km marche masculin     | Non disputé      | Non disputé | Non disputé | Non disputé | 1 h 23 min 21 s | 13e                                 |
| Matheus Corrêa | 20 km marche masculin     | Non disputé      | Non disputé | Non disputé | Non disputé | 1 h 31 min 47 s | 46e                                 |
| Lucas Mazzo | 20 km marche masculin     | Non disputé      | Non disputé | Non disputé | Non disputé | Abandon         | Abandon                             |
| Felipe dos Santos Rodrigo do Nascimento Paulo André Camilo de Oliveira Derick Silva Jorge Vides                      | Relais 4 × 100 m masculin | 38 s 34          | 12e         | Non disputé | Non disputé | Éliminés        | Éliminés                            |
| Rosângela Santos | 100 m féminin             | 11 s 33          | 5e          | Éliminée    | Éliminée    | Éliminée        | Éliminée                            |
| Vitória Cristina Rosa                                                                                                | 100 m féminin             | Forfait          | Forfait     | Éliminée    | Éliminée    | Éliminée        | Éliminée                            |
| Vitória Cristina Rosa                                                                                                | 200 m féminin             | 23 s 59          | 7e          | Éliminée    | Éliminée    | Éliminée        | Éliminée                            |
| Ana Carolina Azevedo                                                                                                 | 200 m féminin             | 23 s 20          | 5e          | Éliminée    | Éliminée    | Éliminée        | Éliminée                            |
| Tiffani Marinho | 400 m féminin             | 52 s 11          | 5e          | Éliminée    | Éliminée    | Éliminée        | Éliminée                            |
| Ketiley Batista | 100 m haies               | 13 s 40          | 7e          | Éliminée    | Éliminée    | Éliminée        | Éliminée                            |
| Chayenne da Silva | 400 m haies féminin       | 57 s 55          | 8e          | Éliminée    | Éliminée    | Éliminée        | Éliminée                            |
| Tatiane Raquel da Silva                                                                                              | 3 000 m steeple féminin   | 9 min 36 s 43 NR | 7e          | Non disputé | Non disputé | Éliminée        | Éliminée                            |
| Simone Ferraz | 3 000 m steeple féminin   | 10 min 0 s 92    | 14e         | Non disputé | Non disputé | Éliminée        | Éliminée                            |
| Érica de Sena | 20 km marche féminin      | Non disputé      | Non disputé | Non disputé | Non disputé | 1 h 31 min 39 s | 11e                                 |
| Ana Carolina Azevedo Bruna Farias Ana Cláudia Lemos da Silva Lorraine Martins Vitória Cristina Rosa Rosângela Santos | Relais 4 x 100 m féminin  | 43 s 15          | 11e         | Non disputé | Non disputé | Éliminées       | Éliminées                           |
| Pedro Burmann João Henrique Cabral Anderson Henriques Tábata de Carvalho Geisa Coutinho Tiffani Marinho              | Relais 4 x 400 m mixte    | 3 min 15 s 89    | 14e         | Non disputé | Non disputé | Éliminés        | Éliminés                            |

| Athlètes                  | Épreuve                   | Qualification | Qualification | Finale      | Finale                              |
| Athlètes                  | Épreuve                   | Performance   | Rang          | Performance | Rang                                |
| ------------------------- | ------------------------- | ------------- | ------------- | ----------- | ----------------------------------- |
| Samory Fraga              | Saut en longueur masculin | 7,88 m        | 16e           | Éliminé     | Éliminé                             |
| Alexsandro de Melo        | Saut en longueur masculin | 6,95 m        | 29e           | Éliminé     | Éliminé                             |
| Alexsandro de Melo        | Triple saut masculin      | 15,65 m       | 26e           | Éliminé     | Éliminé                             |
| Mateus de Sá              | Triple saut masculin      | 16,49 m       | 20e           | Éliminé     | Éliminé                             |
| Almir Cunha dos Santos    | Triple saut masculin      | 16,27 m       | 23e           | Éliminé     | Éliminé                             |
| Fernando Ferreira         | Saut en hauteur masculin  | 2,21 m        | 21e           | Éliminé     | Éliminé                             |
| Thiago Moura              | Saut en hauteur masculin  | 2,21 m        | 21e           | Éliminé     | Éliminé                             |
| Thiago Braz da Silva      | Saut à la perche          | 5,57 m        | 8e            | 5,87 m      | Médaille de bronze, Jeux olympiques |
| Augusto Dutra de Oliveira | Saut à la perche          | 5,65 m        | 16e           | Éliminé     | Éliminé                             |
| Darlan Romani             | Lancer de poids masculin  | 21,31 m       | 4e            | 21,88 m     | 4e                                  |
| Eliane Martins            | Saut en longueur féminin  | 6,43 m        | 18e           | Éliminée    | Éliminée                            |
| Núbia Soares              | Triple saut féminin       | 14,07 m       | 17e           | Éliminée    | Éliminée                            |
| Geisa Arcanjo             | Lancer du poids féminin   | 16,46 m       | 29e           | Éliminée    | Éliminée                            |
| Izabela da Silva          | Lancer de disque féminin  | 61,52 m       | 12e           | 60,39 m     | 11e                                 |
| Andressa de Morais        | Lancer de disque féminin  | 58,90 m       | 20e           | Éliminée    | Éliminée                            |
| Fernanda Martins          | Lancer de disque féminin  | 57,90 m       | 24e           | Éliminée    | Éliminée                            |
| Laila Ferrer e Silva      | Lancer du javelot féminin | 59,47 m       | 18e           | Éliminée    | Éliminée                            |
| Jucilene de Lima          | Lancer du javelot féminin | 60,14 m       | 15e           | Éliminée    | Éliminée                            |

| Athlète           | Épreuve  | 100 m   | SL     | LP      | SH     | 400 m   | 110 H   | LD      | SP     | LJ      | 1 500 m       | Total | Rang |
| ----------------- | -------- | ------- | ------ | ------- | ------ | ------- | ------- | ------- | ------ | ------- | ------------- | ----- | ---- |
| Felipe dos Santos | Résultat | 10 s 58 | 7,38 m | 14,13 m | 2,02 m | 49 s 31 | 14 s 58 | 39,91 m | 4,60 m | 54,56 m | 4 min 52 s 40 | 7 880 | 18e  |
| Felipe dos Santos | Points   | 956     | 905    | 736     | 822    | 847     | 901     | 663     | 790    | 656     | 604           | 7 880 | 18e  |

### Aviron
| Athlète        | Compétition    | Séries      | Séries | Repêchages  | Repêchages  | Quarts de finale | Quarts de finale | Demi-finales                 | Demi-finales | Finale                | Finale |
| Athlète        | Compétition    | Temps       | Rang   | Temps       | Rang        | Temps            | Rang             | Temps                        | Rang         | Temps                 | Rang   |
| -------------- | -------------- | ----------- | ------ | ----------- | ----------- | ---------------- | ---------------- | ---------------------------- | ------------ | --------------------- | ------ |
| Lucas Verthein | Skiff masculin | 7 min 5 s 0 | 3e     | Non disputé | Non disputé | 7 min 14 s 26    | 2e               | Demi-finale A/B 7 min 2 s 87 | 5e           | Finale B 6 min 52 s 9 | 12e    |

### Badminton
| Athlète                 | Compétition   | Phase de groupes             | Phase de groupes              | Phase de groupes | 1/8e de finale   | Quarts de finale | Demi-finales     | Finale           | Finale   |
| Athlète                 | Compétition   | Adversaire Score             | Adversaire Score              | Rang             | Adversaire Score | Adversaire Score | Adversaire Score | Adversaire Score | Rang     |
| ----------------------- | ------------- | ---------------------------- | ----------------------------- | ---------------- | ---------------- | ---------------- | ---------------- | ---------------- | -------- |
| Ygor Coelho de Oliveira | Simple hommes | Paul Victoire 21-5, 21-16    | Tsuneyama Défaite 14-21, 8-21 | 2e du gr. I      | Éliminé          | Éliminé          | Éliminé          | Éliminé          | Éliminé  |
| Fabiana Silva           | Simple dames  | Ulitina Défaite 14-21, 20-22 | Zhang Défaite 9-21, 10-21     | 3e du gr. H      | Éliminée         | Éliminée         | Éliminée         | Éliminée         | Éliminée |

### Boxe
| Athlète               | Catégorie                 | 1/16e de finale       | 1/8e de finale           | Quart de finale        | Demi-finale            | Finale                 | Rang                                |
| Athlète               | Catégorie                 | Adversaire Résultat   | Adversaire Résultat      | Adversaire Résultat    | Adversaire Résultat    | Adversaire Résultat    | Rang                                |
| --------------------- | ------------------------- | --------------------- | ------------------------ | ---------------------- | ---------------------- | ---------------------- | ----------------------------------- |
| Wanderson de Oliveira | Légers hommes (-63 kg)    | Salamana Victoire 5-0 | Asanau Victoire 3-2      | Cruz Gómez Défaite 1-4 | Éliminé                | Éliminé                | 5e                                  |
| Hebert Conceição      | Moyens hommes (-75 kg)    | Exempté               | Tanglatihan Victoire 3-2 | Amankul Victoire 3-2   | Bakshi Victoire 4-1    | Khyzhniak Victoire KO  | Médaille d'or, Jeux olympiques      |
| Keno Machado          | Mi-lourds hommes (-81 kg) | Exempté               | Chen Victoire 5-0        | Whittaker Défaite 2-3  | Éliminé                | Éliminé                | 5e                                  |
| Abner Teixeira        | Lourds hommes (-91 kg)    | Exempté               | Clarke Victoire 4-1      | Iashaish Victoire 4-1  | de la Cruz Défaite 1-4 | Éliminé                | Médaille de bronze, Jeux olympiques |
| Graziele Jesus        | Mouches femmes (-51 kg)   | Exemptée              | Namiki Défaite 0-5       | Éliminée               | Éliminée               | Éliminée               | 9e                                  |
| Jucielen Romeu        | Plumes femmes (-57 kg)    | Exemptée              | Artingstall Défaite 0-5  | Éliminée               | Éliminée               | Éliminée               | 9e                                  |
| Beatriz Ferreira      | Légers femmes (-60 kg)    | Exemptée              | Wu Victoire 5-0          | Kodirova Victoire 5-0  | Potkonen Victoire 5-0  | Harrington Défaite 0-5 | Médaille d'argent, Jeux olympiques  |

### Canoë-kayak
| Athlète                        | Compétition       | Séries         | Séries | Quarts de finale | Quarts de finale | Demi-finales   | Demi-finales | Finale Finale B Finale C | Finale Finale B Finale C       |
| Athlète                        | Compétition       | Temps          | Rang   | Temps            | Rang             | Temps          | Rang         | Temps                    | Rang                           |
| ------------------------------ | ----------------- | -------------- | ------ | ---------------- | ---------------- | -------------- | ------------ | ------------------------ | ------------------------------ |
| Vagner Souta                   | K1 1 000 m hommes | 3 min 57 s 402 | 5e     | 3 min 52 s 402   | 3e               | Éliminé        | Éliminé      | Éliminé                  | Éliminé                        |
| Jacky Godmann                  | C1 1 000 m hommes | 4 min 24 s 732 | 4e     | 4 min 18 s 208   | 6e               | Éliminé        | Éliminé      | Éliminé                  | Éliminé                        |
| Isaquias Queiroz               | C1 1 000 m hommes | 3 min 59 s 891 | 1er    | Exempté          | Exempté          | 4 min 5 s 579  | 1er          | 4 min 4 s 408            | Médaille d'or, Jeux olympiques |
| Jacky Godmann Isaquias Queiroz | C2 1 000 m hommes | 3 min 48 s 378 | 3e     | 3 min 48 s 611   | 1ers             | 3 min 27 s 167 | 4e           | 3 min 27 s 603           | 4e                             |

| Athlète        | Compétition  | Séries   | Séries | Séries   | Séries | Séries   | Séries | Demi-finales | Demi-finales | Finale   | Finale   |
| Athlète        | Compétition  | Run 1    | Rang   | Run 2    | Rang   | Meilleur | Rang   | Temps        | Rang         | Temps    | Rang     |
| -------------- | ------------ | -------- | ------ | -------- | ------ | -------- | ------ | ------------ | ------------ | -------- | -------- |
| Pepe Gonçalves | K-1 masculin | 98 s 13  | 4e     | 92 s 91  | 2e     | 92 s 91  | 10e    | 104 s 33     | 19e          | Éliminée | Éliminée |
| Ana Sátila     | C-1 féminin  | 120 s 56 | 4e     | 109 s 90 | 2e     | 109 s 90 | 4e     | 114 s 27     | 3e           | 164 s 71 | 10e      |
| Ana Sátila     | K-1 féminin  | 108 s 22 | 5e     | 106 s 82 | 7e     | 106 s 82 | 7e     | 114 s 62     | 13e          | Éliminée | Éliminée |

### Cyclisme
| Athlète            | Compétition | Quart de finale | Quart de finale | Demi-finale | Demi-finale | Finale   | Finale   |
| Athlète            | Compétition | Points          | Rang            | Points      | Rang        | Résultat | Rang     |
| ------------------ | ----------- | --------------- | --------------- | ----------- | ----------- | -------- | -------- |
| Renato Rezende     | Hommes      | 10              | 3e              | 20          | 7e          | Éliminé  | Éliminé  |
| Priscilla Carnaval | Femmes      | 18              | 6e              | Éliminée    | Éliminée    | Éliminée | Éliminée |

| Athlète           | Compétition | Temps           | Rang |
| ----------------- | ----------- | --------------- | ---- |
| Henrique Avancini | Hommes      | 1 h 28 min 9 s  | 13e  |
| Luiz Cocuzzi      | Hommes      | 1 h 32 min 21 s | 27e  |
| Jaqueline Mourão  | Femmes      | -2 tours        | 35e  |

### Équitation
| Athlète           | Cheval   | Compétition | Grand Prix | Grand Prix | Grand prix spécial | Grand prix spécial | Grand prix spécial | Grand prix libre | Grand prix libre | Grand prix libre | Total   | Total   |
| Athlète           | Cheval   | Compétition | Score      | Rang       | Score              | Total              | Rang               | Score            | Total            | Rang             | Score   | Rang    |
| ----------------- | -------- | ----------- | ---------- | ---------- | ------------------ | ------------------ | ------------------ | ---------------- | ---------------- | ---------------- | ------- | ------- |
| João Victor Oliva | Escorial | Individuel  | 70,419     | 26e        | Éliminé            | Éliminé            | Éliminé            | Éliminé          | Éliminé          | Éliminé          | Éliminé | Éliminé |

| Athlète                                              | Cheval                              | Compétition | Dressage  | Dressage | Cross-country | Cross-country | Cross-country | Saut d'obstacles | Saut d'obstacles | Saut d'obstacles | Saut d'obstacles | Saut d'obstacles | Saut d'obstacles | Total     | Total   |
| Athlète                                              | Cheval                              | Compétition | Dressage  | Dressage | Cross-country | Cross-country | Cross-country | Qualification    | Qualification    | Qualification    | Finale           | Finale           | Finale           | Total     | Total   |
| Athlète                                              | Cheval                              | Compétition | Pénalités | Rang     | Pénalités     | Total         | Rang          | Pénalités        | Total            | Rang             | Pénalités        | Total            | Rang             | Pénalités | Rang    |
| ---------------------------------------------------- | ----------------------------------- | ----------- | --------- | -------- | ------------- | ------------- | ------------- | ---------------- | ---------------- | ---------------- | ---------------- | ---------------- | ---------------- | --------- | ------- |
| Rafael Losano                                        | Fuiloda                             | Individuel  | 36.00     | 43e      | Abandon       | Abandon       | Abandon       | Éliminé          | Éliminé          | Éliminé          | Éliminé          | Éliminé          | Éliminé          | Éliminé   | Éliminé |
| Carlos Paro                                          | Goliath                             | Individuel  | 36.10     | 44e      | 22.80         | 58.90         | 33e           | 4.00             | 62.90            | 32e              | Éliminé          | Éliminé          | Éliminé          | 62.90     | 3e      |
| Marcelo Tosi                                         | Glenfly                             | Individuel  | 31.50     | 21e      | 8.80          | 40.30         | 24e           | Forfait          | Forfait          | Forfait          | Éliminé          | Éliminé          | Éliminé          | Éliminé   | Éliminé |
| Rafael Losano Carlos Paro Marcelo Tosi Márcio Appel* | Fuiloda Goliath Glenfly Iberon Jmen | Par équipes | 103.60    | 11e      | 231.60        | 335.20        | 13e           | 108.40 + 20.00   | 463.60           | 12e              | Non disputé      | Non disputé      | Non disputé      | 463.60    | 12e     |

* remplacement avant le saut d'obstacles. 20 points de pénalités
| Athlète                                     | Cheval         | Compétition | Qualification | Qualification | Qualification | Qualification | Qualification | Finale    | Finale    | Finale    | Finale  | Finale  |
| Athlète                                     | Cheval         | Compétition | Pénalités     | Pénalités     | Pénalités     | Temps         | Rang          | Pénalités | Pénalités | Pénalités | Temps   | Rang    |
| Athlète                                     | Cheval         | Compétition | Saut          | Temps         | Total         | Temps         | Rang          | Saut      | Temps     | Total     | Temps   | Rang    |
| ------------------------------------------- | -------------- | ----------- | ------------- | ------------- | ------------- | ------------- | ------------- | --------- | --------- | --------- | ------- | ------- |
| Yuri Mansur                                 | Alfons         | Individuel  | 0.00          | 0.00          | 0.00          | 86.74         | =1er          | 8.00      | 0.00      | 8.00      | 87.27   | 20e     |
| Rodrigo Pessoa                              | Carlito's Way  | Individuel  | Forfait       | Forfait       | Forfait       | Forfait       | Forfait       | Forfait   | Forfait   | Forfait   | Forfait | Forfait |
| Marlon Zanotelli                            | Edgar          | Individuel  | 4.00          | 0.00          | 4.00          | 84.11         | 31e           | Éliminé   | Éliminé   | Éliminé   | Éliminé | Éliminé |
| Yuri Mansur Rodrigo Pessoa Marlon Zanotelli | voir ci-dessus | Par équipes | 0 5 20        | 0 5 20        | 25            | -             | 8e            | 12 4 2    | 12 4 2    | 29        | -       | 6e      |

### Escrime
| Athlète              | Compétition                 | 1/32e de finale  | 1/16e de finale       | 1/8e de finale   | Quarts de finale | Demi-finales Classement 5-8 | Finale 3e place Classement 5e, 7e places | Rang     |
| Athlète              | Compétition                 | Adversaire Score | Adversaire Score      | Adversaire Score | Adversaire Score | Adversaire Score            | Adversaire Score                         | Rang     |
| -------------------- | --------------------------- | ---------------- | --------------------- | ---------------- | ---------------- | --------------------------- | ---------------------------------------- | -------- |
| Guilherme Toldo      | Fleuret masculin individuel | Exempté          | Saitō Défaite 10-15   | Éliminé          | Éliminé          | Éliminé                     | Éliminé                                  | Éliminé  |
| Nathalie Moellhausen | Épée féminine individuelle  | Exemptée         | Fiamingo Défaite 9-10 | Éliminée         | Éliminée         | Éliminée                    | Éliminée                                 | Éliminée |

### Football
| Compétition      | Phase de groupe        | Phase de groupe       | Phase de groupe              | Phase de groupe | Quart de finale       | Demi-finale                    | Finale / MB             | Finale / MB                    |
| Compétition      | Adversaire Score       | Adversaire Score      | Adversaire Score             | Rang            | Adversaire Score      | Adversaire Score               | Adversaire Score        | Rang                           |
| ---------------- | ---------------------- | --------------------- | ---------------------------- | --------------- | --------------------- | ------------------------------ | ----------------------- | ------------------------------ |
| Tournoi masculin | Allemagne Victoire 4-2 | Côte d'Ivoire Nul 0-0 | Arabie saoudite Victoire 3-1 | 1er             | Égypte Victoire 1-0   | Mexique Victoire 0-0 (4-1) tab | Espagne Victoire 2-1 ap | Médaille d'or, Jeux olympiques |
| Tournoi féminin  | Chine Victoie 5-0      | Pays-Bas Nul 3-3      | Zambie Victoire 1-0          | 2e              | Canada Défaite 3-4 ap | Éliminées                      | Éliminées               | Éliminées                      |

### Gymnastique

#### Artistique
| Athlète                   | Qualifications | Qualifications | Qualifications | Qualifications | Qualifications    | Qualifications | Qualifications | Qualifications | Finale   | Finale         | Finale   | Finale   | Finale            | Finale     | Finale   | Finale   |
| Athlète                   | Appareil       | Appareil       | Appareil       | Appareil       | Appareil          | Appareil       | Total          | Rang           | Appareil | Appareil       | Appareil | Appareil | Appareil          | Appareil   | Total    | Rang     |
| Athlète                   | Sol            | Cheval d'arçon | Anneaux        | Saut           | Barres parallèles | Barre fixe     | Total          | Rang           | Sol      | Cheval d'arçon | Anneaux  | Saut     | Barres parallèles | Barre fixe | Total    | Rang     |
| ------------------------- | -------------- | -------------- | -------------- | -------------- | ----------------- | -------------- | -------------- | -------------- | -------- | -------------- | -------- | -------- | ----------------- | ---------- | -------- | -------- |
| Francisco Barretto Júnior | 13,000         | 13,200         | 13,200         | 13,466         | 14,000            | 13,833         | 80,699         | 42e            | Éliminés | Éliminés       | Éliminés | Éliminés | Éliminés          | Éliminés   | Éliminés | Éliminés |
| Arthur Mariano            | 12,800         | -              | -              | 13,500         | -                 | 14,133         | Abandon        | Abandon        | Éliminés | Éliminés       | Éliminés | Éliminés | Éliminés          | Éliminés   | Éliminés | Éliminés |
| Diogo Soares              | 14,200         | 12,800         | 13,133         | 14,066         | 13,900            | 13,233         | 81,332         | 36e            | Éliminés | Éliminés       | Éliminés | Éliminés | Éliminés          | Éliminés   | Éliminés | Éliminés |
| Caio Souza                | 13,966         | 13,400         | 14,333         | 14,600         | 14,533            | 13,466         | 84,298         | 18e            | Éliminés | Éliminés       | Éliminés | Éliminés | Éliminés          | Éliminés   | Éliminés | Éliminés |
| Total                     | 41,166         | 39,400         | 40,666         | 42,166         | 42,433            | 41,432         | 247,263        | 9e             | Éliminés | Éliminés       | Éliminés | Éliminés | Éliminés          | Éliminés   | Éliminés | Éliminés |

| Athlète        | Compétition      | Qualifications                 | Qualifications                 | Qualifications                 | Qualifications                 | Qualifications                 | Qualifications                 | Qualifications                 | Qualifications                 | Finale       | Finale         | Finale       | Finale       | Finale            | Finale       | Finale | Finale |
| Athlète        | Compétition      | Appareil                       | Appareil                       | Appareil                       | Appareil                       | Appareil                       | Appareil                       | Total                          | Rang                           | Appareil     | Appareil       | Appareil     | Appareil     | Appareil          | Appareil     | Total  | Rang   |
| Athlète        | Compétition      | Sol                            | Cheval d'arçon                 | Anneaux                        | Saut                           | Barres parallèles              | Barre fixe                     | Total                          | Rang                           | Sol          | Cheval d'arçon | Anneaux      | Saut         | Barres parallèles | Barre fixe   | Total  | Rang   |
| -------------- | ---------------- | ------------------------------ | ------------------------------ | ------------------------------ | ------------------------------ | ------------------------------ | ------------------------------ | ------------------------------ | ------------------------------ | ------------ | -------------- | ------------ | ------------ | ----------------- | ------------ | ------ | ------ |
| Diogo Soares   | Concours général | Voir les résultats par équipes | Voir les résultats par équipes | Voir les résultats par équipes | Voir les résultats par équipes | Voir les résultats par équipes | Voir les résultats par équipes | Voir les résultats par équipes | Voir les résultats par équipes | 14,133       | 12,833         | 13,233       | 13,833       | 13,700            | 13,466       | 81,198 | 20e    |
| Caio Souza     | Concours général | Voir les résultats par équipes | Voir les résultats par équipes | Voir les résultats par équipes | Voir les résultats par équipes | Voir les résultats par équipes | Voir les résultats par équipes | Voir les résultats par équipes | Voir les résultats par équipes | 12,933       | 12,133         | 14,500       | 14,200       | 14,500            | 13,266       | 81,532 | 17e    |
| Caio Souza     | Saut de cheval   | Non qualifié                   | Non qualifié                   | Non qualifié                   | 14,700                         | Non qualifié                   | Non qualifié                   | 14,700                         | 7e                             | Non qualifié | Non qualifié   | Non qualifié | 13,683       | Non qualifié      | Non qualifié | 13,683 | 8e     |
| Arthur Zanetti | Anneaux          | Non qualifié                   | Non qualifié                   | 14,900                         | Non qualifié                   | Non qualifié                   | Non qualifié                   | 14,900                         | 5e                             | Non qualifié | Non qualifié   | 14,133       | Non qualifié | Non qualifié      | Non qualifié | 14,133 | 8e     |

| Athlète        | Compétition      | Qualifications | Qualifications      | Qualifications | Qualifications | Qualifications | Qualifications | Finale        | Finale              | Finale        | Finale        | Finale   | Finale                             |
| Athlète        | Compétition      | Appareil       | Appareil            | Appareil       | Appareil       | Total          | Rang           | Appareil      | Appareil            | Appareil      | Appareil      | Total    | Rang                               |
| Athlète        | Compétition      | Saut           | Barres asymétriques | Poutre         | Sol            | Total          | Rang           | Saut          | Barres asymétriques | Poutre        | Sol           | Total    | Rang                               |
| -------------- | ---------------- | -------------- | ------------------- | -------------- | -------------- | -------------- | -------------- | ------------- | ------------------- | ------------- | ------------- | -------- | ---------------------------------- |
| Rebeca Andrade | Concours général | 15,400         | 14,200              | 13,733         | 14,066         | 57,399         | 2e             | 15,300        | 14,666              | 13,666        | 13,666        | 57,298   | Médaille d'argent, Jeux olympiques |
| Flávia Saraiva | Concours général | NC             | NC                  | 13,966         | 12,066         | NC             | NC             | Éliminée      | Éliminée            | Éliminée      | Éliminée      | Éliminée | Éliminée                           |
| Rebeca Andrade | Saut de cheval   | 15,100         | Non qualifiée       | Non qualifiée  | Non qualifiée  | 15,100         | 3e             | 15,083        | Non qualifiée       | Non qualifiée | Non qualifiée | 15,083   | Médaille d'or, Jeux olympiques     |
| Rebeca Andrade | Sol              | Non qualifiée  | Non qualifiée       | Non qualifiée  | 14,066         | 14,066         | 4e             | Non qualifiée | Non qualifiée       | Non qualifiée | 14,033        | 14,033   | 5e                                 |
| Flávia Saraiva | Poutre           | Non qualifiée  | Non qualifiée       | 13,966         | Non qualifiée  | 13,966         | 9e             | Non qualifiée | Non qualifiée       | 13,133        | Non qualifiée | 13,133   | 7e                                 |

#### Rythmique
| Athlète                                                                              | Qualification | Qualification | Qualification | Qualification | Finale    | Finale    | Finale    | Finale    |
| Athlète                                                                              | 5             | 4 + 3         | Total         | Rang          | 5         | 4 + 3     | Total     | Rang      |
| ------------------------------------------------------------------------------------ | ------------- | ------------- | ------------- | ------------- | --------- | --------- | --------- | --------- |
| Maria Eduarda Arakaki Beatriz Linhares Déborah Medrado Nicole Pircio Geovanna Santos | 35,450        | 37,800        | 73,250        | 12e           | Éliminées | Éliminées | Éliminées | Éliminées |

### Handball
| Compétition      | Phase de groupe       | Phase de groupe      | Phase de groupe        | Phase de groupe          | Phase de groupe        | Phase de groupe      | Quart de finale  | Demi-finale      | Finale / 3e place | Finale / 3e place |           |
| Compétition      | Adversaire Score      | Adversaire Score     | Adversaire Score       | Adversaire Score         | Adversaire Score       | Rang                 | Adversaire Score | Adversaire Score | Adversaire Score  | Rang              |           |
| ---------------- | --------------------- | -------------------- | ---------------------- | ------------------------ | ---------------------- | -------------------- | ---------------- | ---------------- | ----------------- | ----------------- | --------- |
| Tournoi masculin | Norvège Défaite 24-27 | France Défaite 29-34 | Espagne Défaite 25-32  | Argentine Victoire 25-23 | Allemagne Défait 25-29 | 5e                   | Éliminés         | Éliminés         | Éliminés          | Éliminés          |           |
| Tournoi féminin  |                       | Russie Nul 24-24     | Hongrie Victoire 33-27 | Espagne Défaite 23-27    | Suède Défaite 31-34    | France Défaite 22-29 | 6e               | Éliminées        | Éliminées         | Éliminées         | Éliminées |

### Haltérophilie
| Athlète            | Compétition    | Arraché  | Arraché | Épaulé-jeté | Épaulé-jeté | Total  | Rang |
| Athlète            | Compétition    | Résultat | Rang    | Résultat    | Rang        | Total  | Rang |
| ------------------ | -------------- | -------- | ------- | ----------- | ----------- | ------ | ---- |
| Nathasha Rosa      | Moins de 49 kg | 78 kg    | 9e      | 95 kg       | 8e          | 173 kg | 9e   |
| Jaqueline Ferreira | Moins de 87 kg | 100 kg   | 11e     | 115 kg      | 12e         | 215 kg | 12e  |

### Judo
| Athlète             | Compétition            | 1er tour               | 2e tour                     | Huitième de finale     | Quart de finale           | Demi-finale         | Repêchage           | Finale / MB             | Rang                                |
| Athlète             | Compétition            | Adversaire Résultat    | Adversaire Résultat         | Adversaire Résultat    | Adversaire Résultat       | Adversaire Résultat | Adversaire Résultat | Adversaire Résultat     | Rang                                |
| ------------------- | ---------------------- | ---------------------- | --------------------------- | ---------------------- | ------------------------- | ------------------- | ------------------- | ----------------------- | ----------------------------------- |
| Eric Takabatake     | Moins de 60 kg hommes  | Non disputé            | Sithisane Victoire 10-00    | Kim Défaite 00-10      | Éliminé                   | Éliminé             | Éliminé             | Éliminé                 | Éliminé                             |
| Daniel Cargnin      | Moins de 66 kg hommes  | Non disputé            | Abdelmawgoud Victoire 10-00 | Vieru Victoir 01-00    | Lombardo Victoire 01-00   | Abe Défaite 00-10   | Non qualifié        | Shmailov Victoire 01-00 | Médaille de bronze, Jeux olympiques |
| Eduardo Barbosa     | Moins de 73 kg hommes  | Chaine Défaite 00-10   | Éliminé                     | Éliminé                | Éliminé                   | Éliminé             | Éliminé             | Éliminé                 | Éliminé                             |
| Eduardo Yudy Santos | Moins de 81 kg hommes  | Exempté                | Muki Défaite 00-10          | Éliminé                | Éliminé                   | Éliminé             | Éliminé             | Éliminé                 | Éliminé                             |
| Rafael Macedo       | Moins de 90 kg hommes  | Bozbayev Défaite 00-10 | Éliminé                     | Éliminé                | Éliminé                   | Éliminé             | Éliminé             | Éliminé                 | Éliminé                             |
| Rafael Buzacarini   | Moins de 100 kg hommes | Non disputé            | Nikiforov Défaite 00-01     | Éliminé                | Éliminé                   | Éliminé             | Éliminé             | Éliminé                 | Éliminé                             |
| Rafael Silva        | Plus de 100 kg hommes  | Non disputé            | Exempté                     | Kokauri Victoire 10-00 | Tushishvili Défaite 00-10 | Non qualifié        | Riner Défaite 00-11 | Éliminé                 | Éliminé                             |

| Athlète               | Compétition           | 1er tour                | 2e tour                  | Quart de finale                 | Demi-finale         | Repêchage                 | Finale / MB         | Rang                                |
| Athlète               | Compétition           | Adversaire Résultat     | Adversaire Résultat      | Adversaire Résultat             | Adversaire Résultat | Adversaire Résultat       | Adversaire Résultat | Rang                                |
| --------------------- | --------------------- | ----------------------- | ------------------------ | ------------------------------- | ------------------- | ------------------------- | ------------------- | ----------------------------------- |
| Gabriela Chibana      | Moins de 48 kg femmes | Boniface Victoire 10-00 | Krasniqi Défaite 00-10   | Éliminée                        | Éliminée            | Éliminée                  | Éliminée            | Éliminée                            |
| Larissa Pimenta       | Moins de 52 kg femmes | Perenc Victoire 01-00   | Abe Défait 00-10         | Éliminée                        | Éliminée            | Éliminée                  | Éliminée            | Éliminée                            |
| Ketleyn Quadros       | Moins de 63 kg femmes | David Victoire 10-00    | Gankhaich Victoire 10-00 | Beauchemin-Pinard Défaite 00-10 | Non qualifiée       | Franssen Défaite 00-10    | Éliminée            | Éliminée                            |
| Maria Portela         | Moins de 70 kg femmes | Shaheen Victoire 10-00  | Taimazova Défaite 00-10  | Éliminée                        | Éliminée            | Éliminée                  | Éliminée            | Éliminée                            |
| Mayra Aguiar          | Moins de 78 kg femmes | Exemptée                | Lanir Victoire 10-00     | Wagner Défaite 00-01            | Non qualifiée       | Babintseva Victoire 10-00 | Yoon Victoire 10-00 | Médaille de bronze, Jeux olympiques |
| Maria Suelen Altheman | Plus de 78 kg femmes  | Exemptée                | Velenšek Victoire 10-00  | Dicko Défaite 00-11             | Non qualifiée       | Xu Défaite par forfait    | Éliminée            | Éliminée                            |

| Athlète | Compétition   | 1er tour            | Quart de finale      | Demi-finale         | Repêchage           | Finale / MB         | Rang     |
| Athlète | Compétition   | Adversaire Résultat | Adversaire Résultat  | Adversaire Résultat | Adversaire Résultat | Adversaire Résultat | Rang     |
| --- | ------------- | ------------------- | -------------------- | ------------------- | ------------------- | ------------------- | -------- |
| Mayra Aguiar Eduardo Barbosa Rafael Buzacarini Daniel Cargnin Rafael Macedo Larissa Pimenta Maria Portela Rafael Silva Eduardo Yudy Santos | Épreuve mixte | Exemptés            | Pays-Bas Défaite 2-4 | Non qualifiés       | Israël Défaite 2-4  | Éliminés            | Éliminés |

### Lutte
| Athlète        | Compétition  | Huitièmes de finale | Quarts de finale    | Demi-finales        | Repêchage           | Finale 3e place Classement | Finale 3e place Classement |
| Athlète        | Compétition  | Adversaire Résultat | Adversaire Résultat | Adversaire Résultat | Adversaire Résultat | Adversaire Résultat        | Rang                       |
| -------------- | ------------ | ------------------- | ------------------- | ------------------- | ------------------- | -------------------------- | -------------------------- |
| Laís Nunes     | 62 kg femmes | Yusein Défaite 1-4  | Éliminée            | Éliminée            | Éliminée            | Éliminée                   | Éliminée                   |
| Aline Ferreira | 76 kg femmes | Adar Défaite 0-6    | Éliminée            | Éliminée            | Éliminée            | Éliminée                   | Éliminée                   |

| Athlète            | Compétition | Huitièmes de finale | Quarts de finale    | Demi-finales        | Repêchage           | Finale 3e place Classement | Finale 3e place Classement |
| Athlète            | Compétition | Adversaire Résultat | Adversaire Résultat | Adversaire Résultat | Adversaire Résultat | Adversaire Résultat        | Rang                       |
| ------------------ | ----------- | ------------------- | ------------------- | ------------------- | ------------------- | -------------------------- | -------------------------- |
| Eduard Soghomonyan | 130 kg      | Popp Défaite 0-2    | Éliminée            | Éliminée            | Éliminée            | Éliminée                   | Éliminée                   |

### Natation
| Athlète                                                          | Épreuve              | Séries           | Séries       | Demi-finales  | Demi-finales | Finale            | Finale                              |
| Athlète                                                          | Épreuve              | Temps            | Rang         | Temps         | Rang         | Temps             | Rang                                |
| ---------------------------------------------------------------- | -------------------- | ---------------- | ------------ | ------------- | ------------ | ----------------- | ----------------------------------- |
| Bruno Fratus                                                     | 50 m nage libre      | 21 s 67          | 4e           | 21 s 60       | 3e           | 21 s 57           | Médaille de bronze, Jeux olympiques |
| Gabriel Santos                                                   | 100 m nage libre     | 49 s 33          | 32e          | Éliminé       | Éliminé      | Éliminé           | Éliminé                             |
| Pedro Spajari                                                    | 100 m nage libre     | 48 s 74          | 25e          | Éliminé       | Éliminé      | Éliminé           | Éliminé                             |
| Murilo Sartori                                                   | 200 m nage libre     | 1 min 47 s 11    | 24e          | Éliminé       | Éliminé      | Éliminé           | Éliminé                             |
| Fernando Scheffer                                                | 200 m nage libre     | 1 min 45 s 5 SAR | 2e           | 1 min 45 s 71 | 8e           | 1 min 44 s 66 SAR | Médaille de bronze, Jeux olympiques |
| Guilherme Costa                                                  | 400 m nage libre     | 3 min 45 s 99    | 11e          | Non disputé   | Non disputé  | Éliminé           | Éliminé                             |
| Guilherme Costa                                                  | 800 m nage libre     | 7 min 46 s 9 SAR | 5e           | Non disputé   | Non disputé  | 7 min 53 s 31     | 8e                                  |
| Guilherme Costa                                                  | 1 500 m nage libre   | 15 min 1 s 18    | 13e          | Non disputé   | Non disputé  | Éliminé           | Éliminé                             |
| Guilherme Basseto                                                | 100 m dos            | 53 s 84          | 20e          | Éliminé       | Éliminé      | Éliminé           | Éliminé                             |
| Guilherme Guido                                                  | 100 m dos            | 53 s 65          | 11e          | 53 s 80       | 15e          | Éliminé           | Éliminé                             |
| Felipe Lima                                                      | 100 m brasse         | 59 s 17          | 8e           | 59 s 80       | 12e          | Éliminé           | Éliminé                             |
| Caio Pumputis                                                    | 100 m brasse         | 1 min 0 s 76     | 34e          | Éliminé       | Éliminé      | Éliminé           | Éliminé                             |
| Matheus Gonche                                                   | 100 m papillon       | 53 s 2           | 43e          | Éliminé       | Éliminé      | Éliminé           | Éliminé                             |
| Vinicius Lanza                                                   | 100 m papillon       | 52 s 8           | 26e          | Éliminé       | Éliminé      | Éliminé           | Éliminé                             |
| Leonardo de Deus                                                 | 200 m papillon       | 1 min 54 s 83    | 3e           | 1 min 54 s 97 | 2e           | 1 min 55 s 19     | 6e                                  |
| Vinicius Lanza                                                   | 200 m 4 nages        | 1 min 58 s 92    | 25e          | Éliminé       | Éliminé      | Éliminé           | Éliminé                             |
| Caio Pumputis                                                    | 200 m 4 nages        | 1 min 58 s 36    | 19e          | Éliminé       | Éliminé      | Éliminé           | Éliminé                             |
| Breno Correia Pedro Spajari Gabriel Santos Marcelo Chierighini   | 4 × 100 m nage libre | 3 min 12 s 59    | 5e           | Non disputé   | Non disputé  | 3 min 13 s 41     | 8e                                  |
| Fernando Scheffer Murilo Sartori Breno Correia Luiz Altamir Melo | 4 × 200 m nage libre | 7 min 7 s 73     | 8e           | Non disputé   | Non disputé  | 7 min 8 s 22      | 8e                                  |
| Marcelo Chierighini Guilherme Guido Felipe Lima Vinicius Lanza   | 4 × 100 m 4 nages    | Disqualifiés     | Disqualifiés | Non disputé   | Non disputé  | Éliminés          | Éliminés                            |

| Athlète                                                                   | Épreuve              | Séries         | Séries      | Demi-finales | Demi-finales | Finale            | Finale                         |
| Athlète                                                                   | Épreuve              | Temps          | Rang        | Temps        | Rang         | Temps             | Rang                           |
| ------------------------------------------------------------------------- | -------------------- | -------------- | ----------- | ------------ | ------------ | ----------------- | ------------------------------ |
| Etiene Medeiros                                                           | 50 m nage libre      | 25 s 45        | 29e         | Éliminée     | Éliminée     | Éliminée          | Éliminée                       |
| Larissa Oliveira                                                          | 100 m nage libre     | 55 s 53        | 30e         | Éliminée     | Éliminée     | Éliminée          | Éliminée                       |
| Viviane Jungblut                                                          | 800 m nage libre     | 8 min 38 s 88  | 24e         | Non disputé  | Non disputé  | Éliminée          | Éliminée                       |
| Beatriz Dizotti                                                           | 1 500 m nage libre   | 16 min 29 s 37 | 24e         | Non disputé  | Non disputé  | Éliminée          | Éliminée                       |
| Viviane Jungblut                                                          | 1 500 m nage libre   | 16 min 21 s 29 | 20e         | Non disputé  | Non disputé  | Éliminée          | Éliminée                       |
| Larissa Oliveira Ana Carolina Vieira Etiene Medeiros Stephanie Balduccini | 4 × 100 m nage libre | 3 min 39 s 19  | 12e         | Non disputé  | Non disputé  | Éliminées         | Éliminées                      |
| Aline Rodrigues Larissa Oliveira Nathália Almeida Gabrielle Roncatto      | 4 × 200 m nage libre | 7 min 59 s 50  | 10e         | Non disputé  | Non disputé  | Éliminées         | Éliminées                      |
| Ana Marcela Cunha                                                         | 10 km en eau vive    | Non disputé    | Non disputé | Non disputé  | Non disputé  | 1 h 59 min 30 s 8 | Médaille d'or, Jeux olympiques |

| Athlète                                                              | Épreuve           | Séries        | Séries | Finale   | Finale   |
| Athlète                                                              | Épreuve           | Temps         | Rang   | Temps    | Rang     |
| -------------------------------------------------------------------- | ----------------- | ------------- | ------ | -------- | -------- |
| Stephanie Balduccini Guilherme Basseto Giovanna Diamante Felipe Lima | 4 × 100 m 4 nages | 3 min 46 s 74 | 14e    | Éliminés | Éliminés |

### Pentathlon moderne
| Athlète              | Compétition          | Escrime (épée, une touche) | Escrime (épée, une touche) | Natation (200 m nage libre) | Natation (200 m nage libre) | Natation (200 m nage libre) | Équitation (saut d'obstacles) | Équitation (saut d'obstacles) | Équitation (saut d'obstacles) | Combiné course/tir (3 200 m / pistolet à 10 m) | Combiné course/tir (3 200 m / pistolet à 10 m) | Combiné course/tir (3 200 m / pistolet à 10 m) | Total | Rang |
| Athlète              | Compétition          | Rang                       | Points                     | Temps                       | Rang                        | Points                      | Pénalités                     | Rang                          | Points                        | Temps                                          | Rang                                           | Points                                         | Total | Rang |
| -------------------- | -------------------- | -------------------------- | -------------------------- | --------------------------- | --------------------------- | --------------------------- | ----------------------------- | ----------------------------- | ----------------------------- | ---------------------------------------------- | ---------------------------------------------- | ---------------------------------------------- | ----- | ---- |
| Maria Iêda Guimarães | Compétition féminine | 30e                        | 184                        | 2 min 32 s 16               | 6e                          | 246                         | Nm                            | 31e                           | 0                             | Abandon                                        | 36e                                            | 0                                              | 430   | 36e  |

### Plongeon
| Athlète         | Compétition                  | Éliminatoires | Éliminatoires | Demi-finale | Demi-finale | Finale   | Finale   |
| Athlète         | Compétition                  | Points        | Rang          | Points      | Rang        | Points   | Rang     |
| --------------- | ---------------------------- | ------------- | ------------- | ----------- | ----------- | -------- | -------- |
| Kawan Pereira   | Haut-vol à 10 mètres hommes  | 371,65        | 17e           | 410,30      | 12e         | 393,85   | 10e      |
| Isaac Souza     | Haut-vol à 10 mètres hommes  | 339,30        | 20e           | Éliminé     | Éliminé     | Éliminé  | Éliminé  |
| Luana Lira      | Plateforme à 3 mètres femmes | 244,35        | 21e           | Éliminée    | Éliminée    | Éliminée | Éliminée |
| Ingrid Oliveira | Haut-vol à 10 mètres femmes  | 261,20        | 24e           | Éliminée    | Éliminée    | Éliminée | Éliminée |

### Rugby à sept
| Compétition     | Phase de groupe     | Phase de groupe     | Phase de groupe    | Phase de groupe | Quart de finale  | 9-12e place         | 11e place            | 11e place |
| Compétition     | Adversaire Score    | Opposition Score    | Opposition Score   | Rang            | Opposition Score | Opposition Score    | Opposition Score     | Rang      |
| --------------- | ------------------- | ------------------- | ------------------ | --------------- | ---------------- | ------------------- | -------------------- | --------- |
| Tournoi féminin | Canada Défaite 0-33 | France Défaite 5-40 | Fidji Défaite 5-41 | 4e              | Non qualifiées   | Canada Défaite 0-45 | Japon Victoire 21-12 | 11e       |

### Skateboard
| Athlète         | Compétition | Rounds | Rounds | Finale  | Finale                             |
| Athlète         | Compétition | Points | Rang   | Points  | Rang                               |
| --------------- | ----------- | ------ | ------ | ------- | ---------------------------------- |
| Pedro Barros    | Park        | 77,14  | 4e     | 86,14   | Médaille d'argent, Jeux olympiques |
| Luiz Francisco  | Park        | 84,31  | 1er    | 83,14   | 4e                                 |
| Pedro Quintas   | Park        | 79,02  | 3e     | 38,47   | 8e                                 |
| Felipe Gustavo  | Street      | 24,75  | 14e    | Éliminé | Éliminé                            |
| Kelvin Hoefler  | Street      | 34,69  | 4e     | 36,15   | Médaille d'argent, Jeux olympiques |
| Giovanni Vianna | Street      | 28,15  | 12e    | Éliminé | Éliminé                            |

| Athlète         | Compétition | Rounds | Rounds | Finale   | Finale                             |
| Athlète         | Compétition | Points | Rang   | Points   | Rang                               |
| --------------- | ----------- | ------ | ------ | -------- | ---------------------------------- |
| Yndiara Asp     | Park        | 43,23  | 7e     | 37,34    | 8e                                 |
| Isadora Pacheco | Park        | 37,08  | 10e    | Éliminée | Éliminée                           |
| Dora Varella    | Park        | 41,59  | 8e     | 40,42    | 7e                                 |
| Letícia Bufoni  | Street      | 10,91  | 9e     | Éliminée | Éliminée                           |
| Rayssa Leal     | Street      | 14,91  | 3e     | 14,64    | Médaille d'argent, Jeux olympiques |
| Pamela Rosa     | Street      | 10,06  | 10e    | Éliminée | Éliminée                           |

### Surf
| Athlète             | Compétition | Round 1  | Round 1 | Round 2  | Round 2  | Round 3                          | Quart de finale               | Demi-finale                    | Finale / 3e place              | Finale / 3e place              |
| Athlète             | Compétition | Résultat | Rang    | Résultat | Rang     | Résultat                         | Résultat                      | Résultat                       | Résultat                       | Classement                     |
| ------------------- | ----------- | -------- | ------- | -------- | -------- | -------------------------------- | ----------------------------- | ------------------------------ | ------------------------------ | ------------------------------ |
| Ítalo Ferreira      | Hommes      | 13,67    | 1er     | Exempté  | Exempté  | Stairmand Victoire 14,54 - 9,567 | Ohhara Victoire 16,30 - 11,90 | Wright Victoire 13,17 - 12,47  | Igarashi Victoire 15,14 - 6,60 | Médaille d'or, Jeux olympiques |
| Gabriel Medina      | Hommes      | 12,23    | 1er     | Exempté  | Exempté  | Wilson Victoire 14,33 - 13,00    | Bourez Victoire 15,33 - 13,66 | Igarashi Défaite 16,76 - 17,00 | Wright Défaite 11,77 - 11,97   | 4e                             |
| Silvana Lima        | Femmes      | 12,13    | 2e      | Exemptée | Exemptée | Bonvalot Victoire 12,17 - 7,50   | Moore Défaite 8,30 - 14,26    | Éliminée                       | Éliminée                       | Éliminée                       |
| Tatiana Weston-Webb | Femmes      | 11,33    | 1re     | Exemptée | Exemptée | Tsuzuki Défaite 9,00 - 10,33     | Éliminée                      | Éliminée                       | Éliminée                       | Éliminée                       |

### Taekwondo
| Athlète             | Compétition           | Huitièmes de finale       | Quarts de finale    | Demi-finales        | Repêchage           | Finale / MB         | Finale / MB |
| Athlète             | Compétition           | Adversaire Résultat       | Adversaire Résultat | Adversaire Résultat | Adversaire Résultat | Adversaire Résultat | Rang        |
| ------------------- | --------------------- | ------------------------- | ------------------- | ------------------- | ------------------- | ------------------- | ----------- |
| Edival Pontes       | Moins de 68 kg hommes | Reçber Défaite 18-25      | Éliminé             | Éliminé             | Éliminé             | Éliminé             | Éliminé     |
| Ícaro Miguel Soares | Moins de 80 kg hommes | Alessio Défaite 3-22      | Éliminé             | Éliminé             | Éliminé             | Éliminé             | Éliminé     |
| Milena Titoneli     | Moins de 67 kg femmes | Al-Sadeq Victoire 9-9 (S) | Jelić Défaite 9-30  | Non qualifiée       | Lee Victoire 26-5   | Gbagbi Défaite 8-12 | 4e          |

### Tennis
| Athlète                        | Épreuve          | 1/32e de finale               | 1/16e de finale                        | 1/8e de finale                                  | Quarts de finale                              | Demi-finales                      | Finale / MB                                   | Finale / MB                         |
| Athlète                        | Épreuve          | Adversaire Résultat           | Adversaire Résultat                    | Adversaire Résultat                             | Adversaire Résultat                           | Adversaire Résultat               | Adversaire Résultat                           | Rang                                |
| ------------------------------ | ---------------- | ----------------------------- | -------------------------------------- | ----------------------------------------------- | --------------------------------------------- | --------------------------------- | --------------------------------------------- | ----------------------------------- |
| João Menezes                   | Simple messieurs | Čilić Défaite 7-65, 5-7, 6-77 | Éliminé                                | Éliminé                                         | Éliminé                                       | Éliminé                           | Éliminé                                       | Éliminé                             |
| Thiago Monteiro                | Simple messieurs | Struff Défaite 3-6, 4-6       | Éliminé                                | Éliminé                                         | Éliminé                                       | Éliminé                           | Éliminé                                       | Éliminé                             |
| Marcelo Demoliner Marcelo Melo | Double messieurs | Non disputé                   | Mektić / Pavić Défaite 6-76, 4-6       | Éliminés                                        | Éliminés                                      | Éliminés                          | Éliminés                                      | Éliminés                            |
| Laura Pigossi Luisa Stefani    | Double dames     | Non disputé                   | Dabrowski / Fichman Victoire 7-63, 6-4 | Plíšková / Vondroušová Victoire 2-6, 6-4, 13-11 | Mattek-Sands / Pegula Victoire 1-6, 6-3, 10-6 | Bencic / Golubic Défaite 5-7, 3-6 | Kudermetova / Vesnina Victoire 4-6, 6-4, 11-9 | Médaille de bronze, Jeux olympiques |
| Luisa Stefani Marcelo Melo     | Double mixte     | Non disputé                   | Non disputé                            | Stojanović / Djokovic Défaite 3-6, 4-6          | Éliminées                                     | Éliminées                         | Éliminées                                     | Éliminées                           |

### Tennis de table
| Athlète(s)                                | Compétition      | Tour préliminaire | 1er tour         | 2e tour              | 3e tour            | 4e tour             | Quarts de finale         | Demi-finales     | Finale           | Finale   |
| Athlète(s)                                | Compétition      | Adversaire Score  | Adversaire Score | Adversaire Score     | Adversaire Score   | Adversaire Score    | Adversaire Score         | Adversaire Score | Adversaire Score | Rang     |
| ----------------------------------------- | ---------------- | ----------------- | ---------------- | -------------------- | ------------------ | ------------------- | ------------------------ | ---------------- | ---------------- | -------- |
| Hugo Calderano                            | Simple messieurs | Exempté           | Exempté          | Exempté              | Tokič Victoire 4-1 | Jang Victoire 4-3   | Ovtcharov Défaite 2-4    | Éliminé          | Éliminé          | Éliminé  |
| Gustavo Tsuboi                            | Simple messieurs | Exempté           | Exempté          | Ionescu Victoire 4-1 | Aruna Victoire 4-2 | Lin Défaite 2-4     | Éliminé                  | Éliminé          | Éliminé          | Éliminé  |
| Hugo Calderano Vitor Ishiy Gustavo Tsuboi | Par équipes      | Non disputé       | Non disputé      | Non disputé          | Non disputé        | Serbie Victoire 3-2 | Corée du Sud Défaite 0-3 | Éliminés         | Éliminés         | Éliminés |

| Athlète(s)                                       | Compétition  | Tour préliminaire | 1er tour          | 2e tour          | 3e tour          | 4e tour               | Quarts de finale | Demi-finales     | Finale           | Finale    |
| Athlète(s)                                       | Compétition  | Adversaire Score  | Adversaire Score  | Adversaire Score | Adversaire Score | Adversaire Score      | Adversaire Score | Adversaire Score | Adversaire Score | Rang      |
| ------------------------------------------------ | ------------ | ----------------- | ----------------- | ---------------- | ---------------- | --------------------- | ---------------- | ---------------- | ---------------- | --------- |
| Bruna Takahashi                                  | Simple dames | Exemptée          | Exemptée          | Yuan Défaite 0-4 | Éliminée         | Éliminée              | Éliminée         | Éliminée         | Éliminée         | Éliminée  |
| Jéssica Yamada                                   | Simple dames | Exemptée          | Moret Défaite 2-4 | Éliminée         | Éliminée         | Éliminée              | Éliminée         | Éliminée         | Éliminée         | Éliminée  |
| Caroline Kumahara Bruna Takahashi Jéssica Yamada | Par équipes  | Non disputé       | Non disputé       | Non disputé      | Non disputé      | Hong Kong Défaite 1-3 | Éliminées        | Éliminées        | Éliminées        | Éliminées |

### Tir
| Athlète           | Compétition                  | Qualification | Qualification | Finale  | Finale  |
| Athlète           | Compétition                  | Points        | Rang          | Points  | Rang    |
| ----------------- | ---------------------------- | ------------- | ------------- | ------- | ------- |
| Felipe Almeida Wu | Pistolet à air comprimé 10 m | 566           | 32e           | Éliminé | Éliminé |

### Tir à l'arc
| Athlète                                           | Compétition        | Tour préliminaire | Tour préliminaire | 1er tour             | 2e tour                   | 3e tour             | Quarts de finale | Demi-finales     | Finale / 3e place | Finale / 3e place |
| Athlète                                           | Compétition        | Score             | Rang              | Adversaire Score     | Adversaire Score          | Adversaire Score    | Adversaire Score | Adversaire Score | Adversaire Score  | Rang              |
| ------------------------------------------------- | ------------------ | ----------------- | ----------------- | -------------------- | ------------------------- | ------------------- | ---------------- | ---------------- | ----------------- | ----------------- |
| Marcus Vinicius D'Almeida                         | Individuel hommes, | 651               | 40e               | Huston Victoire 7-1  | van den Berg Victoire 7-1 | Nespoli Défaite 0-6 | Éliminé          | Éliminé          | Éliminé           | Éliminé           |
| Ane Marcelle dos Santos                           | Individuel femmes, | 636               | 33e               | Vázquez Victoire 6-4 | An San Défaite 1-7        | Éliminée            | Éliminée         | Éliminée         | Éliminée          | Éliminée          |
| Marcus Vinicius D'Almeida Ane Marcelle dos Santos | Par équipe mixte   | 1 287             | 20e               | Non disputé          | Non disputé               | Non qualifiés       | Non qualifiés    | Non qualifiés    | Non qualifiés     | Non qualifiés     |

### Triathlon
| Athlètes       | Compétition | Natation (1,5 km) | Transition 1 | Vélo (40 km)   | Transition 2 | Course (10 km) | Temps           | Résultat |
| -------------- | ----------- | ----------------- | ------------ | -------------- | ------------ | -------------- | --------------- | -------- |
| Manoel Messias | Hommes      | 18 min 37 s       | 38 s         | 57 min 40 s    | 33 s         | 30 min 43 s    | 1 h 48 min 11 s | 28e      |
| Luisa Baptista | Femmes      | 20 min 12 s       | 44 s         | 1 h 6 min 4 s  | 32 s         | 38 min 0 s     | 2 h 5 min 32 s  | 32e      |
| Vittória Lopes | Femmes      | 18 min 26 s       | 45 s         | 1 h 3 min 56 s | 41 s         | 39 min 21 s    | 2 h 3 min 9 s   | 28e      |

### Voile
| Athlète                                 | Compétition    | Régate | Régate | Régate | Régate | Régate | Régate | Régate | Régate | Régate | Régate | Régate      | Régate      | Régate | Total net | Rang final                     |
| Athlète                                 | Compétition    | 1      | 2      | 3      | 4      | 5      | 6      | 7      | 8      | 9      | 10     | 11          | 12          | CM     | Total net | Rang final                     |
| --------------------------------------- | -------------- | ------ | ------ | ------ | ------ | ------ | ------ | ------ | ------ | ------ | ------ | ----------- | ----------- | ------ | --------- | ------------------------------ |
| Robert Scheidt                          | Laser hommes   | 11     | 10     | 4      | 3      | 17     | 5      | 8      | 12     | 24     | 16     | Non disputé | Non disputé | 9      | 108       | 8e                             |
| Jorge Zarif                             | Finn hommes    | 7      | 15     | 15     | 9      | 5      | 11     | 14     | 13     | 6      | 16     | Non disputé | Non disputé | EL     | 95        | 16e                            |
| Bruno Bethlem Henrique Haddad           | 470 hommes     | 16     | 3      | 17     | 2      | 18     | 19     | 12     | 17     | 16     | 15     | Non disputé | Non disputé | EL     | 118       | 16e                            |
| Gabriel Borges Marco Grael              | 49er hommes    | 8      | 16     | 12     | 9      | Dsq    | Dsq    | Dsq    | 8      | 6      | 19     | 11          | 18          | EL     | 147       | 16e                            |
| Patricia Freitas                        | RS:X femmes    | 13     | 14     | 4      | 11     | 12     | 10     | 9      | 7      | 19     | 10     | 15          | 12          | 8      | 133       | 10e                            |
| Ana Barbachan Fernanda Oliveira         | 470 femmes     | 15     | 5      | 1      | 10     | 13     | 4      | 10     | 10     | 8      | 1      | Non disputé | Non disputé | 20     | 82        | 9e                             |
| Martine Grael Kahena Kunze              | 49er FX femmes | 15     | 5      | 1      | 10     | 7      | 6      | 1      | 6      | 10     | 12     | 2           | 10          | 6      | 76        | Médaille d'or, Jeux olympiques |
| Samuel Albrecht Gabriela Nicolino de Sá | Nacra 17 mixte | 10     | 14     | 9      | 9      | 10     | 10     | 2      | 7      | 6      | 18     | 10          | 10          | 20     | 117       | 10e                            |

### Volley-ball

#### Beach-volley
| Athlètes                                | Compétition      | Tour préliminaire                    | Tour préliminaire                 | Tour préliminaire                | Tour préliminaire | 1/8e de finale               | Quarts de finale                   | Demi-finales     | Finale / 3e place | Finale / 3e place |
| Athlètes                                | Compétition      | Adversaire Score                     | Adversaire Score                  | Adversaire Score                 | Rang              | Adversaire Score             | Adversaire Score                   | Adversaire Score | Adversaire Score  | Rang              |
| --------------------------------------- | ---------------- | ------------------------------------ | --------------------------------- | -------------------------------- | ----------------- | ---------------------------- | ---------------------------------- | ---------------- | ----------------- | ----------------- |
| Alison Cerutti Álvaro Morais Filho      | Tournoi masculin | Azaad / Capogrosso Victoire 2–0      | Dalhausser / Lucena Défaite 1-2   | Brouwer / Meeuwsen Victoire 2-0  | 1er               | Gaxiola / Rubio Victoire 2-0 | Pļaviņš / Točs Défaite 0-2         | Éliminés         | Éliminés          | Éliminés          |
| Evandro Gonçalves Bruno Oscar Schmidt   | Tournoi masculin | E. Grimalt / M. Grimalt Victoire 2-1 | Abicha / El Graoui Victoire 2-0   | Bryl / Fijałek Victoire 2-1      | 1er               | Pļaviņš / Točs Défaite 0-2   | Éliminés                           | Éliminés         | Éliminés          | Éliminés          |
| Ágatha Bednarczuk Eduarda Santos Lisboa | Tournoi féminin  | Gallay / Pereyra Victoire 2-0        | Wang / Xia Défaite 0-2            | Bansley / Wilkerson Victoire 2-0 | 2e                | Kozuch / Ludwig Défaite 1-2  | Éliminées                          | Éliminées        | Éliminées         | Éliminées         |
| Rebecca Cavalcanti Ana Patrícia Ramos   | Tournoi féminin  | Khadambi / Makokha Victoire 2-0      | Graudiņa / Kravčenoka Défaite 1-2 | Claes / Sponcil Défaite 1-2      | 3e                | Wang / Xia Victoire 2-0      | Heidrich / Vergé-Dépré Défaite 1-2 | Éliminées        | Éliminées         | Éliminées         |

#### Volley-ball (indoor)
| Compétition      | Phase de groupe           | Phase de groupe                     | Phase de groupe    | Phase de groupe         | Phase de groupe     | Phase de groupe | Quart de finale    | Demi-finale               | Finale / 3e place      | Finale / 3e place                  |
| Compétition      | Adversaire Score          | Adversaire Score                    | Adversaire Score   | Adversaire Score        | Adversaire Score    | Rang            | Adversaire Score   | Adversaire Score          | Adversaire Score       | Rang                               |
| ---------------- | ------------------------- | ----------------------------------- | ------------------ | ----------------------- | ------------------- | --------------- | ------------------ | ------------------------- | ---------------------- | ---------------------------------- |
| Tournoi masculin | Tunisie Victoire 3-0      | Argentine Victoire 3-2              | ROC Défaite 0-3    | États-Unis Victoire 3-1 | France Victoire 3-2 | 2e              | Japon Victoire 3-0 | ROC Défaite 1-3           | Argentine Défaite 2-3  | 4e                                 |
| Tournoi féminin  | Corée du Sud Victoire 3-0 | République dominicaine Victoire 3-2 | Japon Victoire 3-0 | Serbie Victoire 3-1     | Kenya Victoire 3-0  | 1er             | ROC Victoire 3-1   | Corée du Sud Victoire 3-0 | États-Unis Défaite 0-3 | Médaille d'argent, Jeux olympiques |